# Долорес Уерта
Долорес Клара Фернандес, після другого шлюбу Уерта (нар. 10 квітня 1930) — американська профспілкова діячка, феміністка. Лідерка лейбористів та активістка за громадянські права, співзасновниця Національної асоціації сільськогосподарських робітників, яка згодом стала Об'єднаними сільськогосподарськими робітниками (UFW).
Отримала численні нагороди за свою громадську діяльність та захист прав робітників, іммігрантів та жінок, включаючи Видатну американську премію Фонду Євгена В. Дебса, Премію Президента США Елеонори Рузвельт за права людини та Президентську медаль свободи. Перша латиноамериканка, включена (1993) до Національної зали слави жінок.

## Життєпис
Долорес Клара Фернандес народилася 10 квітня 1930 року в шахтарському містечку Доусон, штат Нью-Мексико. Вона є другою дитиною та єдиною дочкою підприємиці й активістки Алісії Чавес та Хуана Фернандеса. Батько народився в Доусоні в мексиканській сім'ї іммігрантів і працював шахтарем. Пізніше він приєднався до робочої сили мігрантів і збирав буряк у Колорадо, Небрасці та Вайомінгу. Коли Долорес була малою, вона чула, як батько розповідав історії про організацію профспілок.
Мати виховувала Долорес та її двох братів у спільноті працівників фермерських господарств центральної Каліфорнії в Стоктоні, штат Каліфорнія. Мати була відома добротою й співчуттям і брала активну участь у громадських справах, численних громадських організаціях та церкві. Вона заохочувала культурне розмаїття, яке було природною частиною виховання Долорес в Стоктоні. Алісія Чавес була підприємицею, яка мала ресторан та 70-кімнатний готель, де приймала робітників із низьким рівнем зарплати та сім'ї працівників ферм за доступними цінами, а іноді надавала їм безкоштовне житло. Долорес була натхненна матір'ю, щоб пізніше захищати працівників ферм. В одному з інтерв'ю вона казала, що «Домінуючою людиною в моєму житті є моя мати. Вона була дуже розумною жінкою і дуже ніжною жінкою». Це спонукало Долорес замислитися про громадянські права. Щедрі вчинки її матері в дитинстві Долорес дали основу для її власної ненасильницької, значною мірою духовної позиції. В тому ж інтерв'ю вона сказала: "Коли ми говоримо про духовні сили, я думаю, що іспаномовні жінки більше знайомі з духовними силами. Ми знаємо, що таке піст, і що це частина культури. Ми знаємо, що таке стосунки, і ми знати, що таке жертва".
Громадську активність Долорес Фернандес розпочала студенткою Стоктонської середньої школи: брала активну участь у численних шкільних клубах і до 18 років була мажореткою та відданою скауткою. Долорес стикнулася з тим, що шкільний вчитель звинуватив її у крадіжці роботи іншого учня і дав їй несправедливу оцінку. Цей вчинок, на її думку, мав коріння в расових ухилах. Переживши маргіналізацію в дитинстві як латиноамериканка, Долорес виросла з переконанням, що суспільство необхідно змінити.
Вона навчалася в коледжі в Тихоокеанському університеті в Стоктонському коледжі (пізніше Громадський коледж дельти Сан-Хоакіна), де отримала тимчасові кваліфікаційні вимоги. Після викладання початкової школи залишила роботу і розпочала хрестовий похід протягом усього життя, щоб виправити економічну несправедливість: Я не могла терпіти, коли діти приходять на уроки голодними та потребують взуття. Я думала, що можу зробити більше, організувавши працівників ферм, ніж намагаючись навчити своїх голодних дітей.
Долорес Уерта є багатодітною матір'ю, оскільки народила 11 дітей. Вперше одружилася з Ральфом Хедом у коледжі. У шлюбі народила двох дочок, Селесту і Лорі. Після розлучення одружилася з Вентурою Уерта, від якого народила п'ятьох дітей. Їхній син Еміліо Хесус Уерта зайнявся політикою і балотувався в Конгрес. Другий шлюб теж закінчився розлученням, почасти через значну кількість часу, який вона проводила далеко від сім'ї під час проведення кампаній та організації. Пізніше мала стосунки з Річардом Чавесом, братом Сезара Чавеса. Уерта і Чавес ніколи не були одружені, але за час стосунків з ним Уерта народила четверо дітей. Річард Чавес помер 27 липня 2011 року.

## Кар'єра активістки
У 1955 р. Долорес Уерта з Фредом Россом заснувала та організувала Стоктонську главу Організації громадських служб (ОГС), яка боролася за економічні поліпшення для працівників фермерських господарств латиноамериканських / мексиканських / чикано. Завдяки її відданості та готовності працювати Росс часто делегував їй величезні обов'язки. Він знав, що вона здатна передати повідомлення організації іспанською та англійською, і пропагував порядок денний від дверей до дверей. «Коли вона брала на себе обов'язки та позицію, яких традиційно дотримувалися білі чоловіки, Уерта зазнала критики, заснованої як на гендерних, так і на етнічних стереотипах».
У 1960 р. Уерта співзаснувала Асоціацію сільськогосподарських робітників, яка створила прийоми реєстрації виборців та вимагала від органів місцевого самоврядування поліпшення стану баріо. У 1962 році вона співзаснувала з Сезаром Чавесом Національну асоціацію сільськогосподарських робітників, що пізніше стала Сполученим оргкомітетом сільськогосподарських робітників. Уерта була єдиною жінкою, яка коли-небудь сиділа в правлінні UFW до 2018 р. У 1966 р. Вона уклала договір між UFWOC і Schenley Wine Company.
Працюючи з ОГС, Уерта познайомилася з Чавесом, її виконавчим директором. Чавес вважав, що Уерта розумна, чітка і впевнена. Але Чавес та Уерта швидко зрозуміли, що вони мають спільну мету допомогти покращити життя та заробітну плату фермерів, тому вони співзаснували Національну асоціацію робітників сільського господарства. У 1962 році, після того, як ОГС відхилила прохання Чавеса як свого президента організувати працівників фермерських господарств, Чавес та Уерта звільнилися з ОГС. Вона пішла працювати в Національну асоціацію працівників сільського господарства, яка згодом об'єднається з Організаційним комітетом працівників сільського господарства, щоб стати Організаційним комітетом об'єднаних сільськогосподарських робітників. «Організаторські навички Долорес були вкрай необхідними для зростання цієї початкової організації». Оригінальний будинок UFW розташований у місті Лос-Анджелес.
Лише у 25 років Долорес Уерта була лобісткою в Сакраменто організації громадських послуг Стоктона і навчала людей робити масові організації.
Пізніше фонд було змінено на дочірню організацію працівників сільського господарства. В одному з інтерв'ю Уерта пояснила, чому хоче допомогти фермерам. Вона розповіла, що змогла поглянути зсередини на те, як живуть працівники ферм, і вони на сьогодні є найбільш постраждалими працівниками. Вона пояснила, що робітникам ферм платять мало за що, вони не мають прав, вони спали на підлозі, їхні меблі були дерев'яними ящиками, вони не мали чистої води, доступу до ванних кімнат, працювали від сходу до заходу сонця, і їм не давали перерви. Багато з цих робітників мігрували та їздили туди, де врожай був у сезон, тобто їхні діти не мали належної освіти і часто працювали на полях разом із батьками. Уерта пояснила, що багато з землевласників виправдовуються тим, що «ми робимо послугу фермерам і громадськості, даючи цим людям роботу». Вона зазначила, що землевласники отримали землю та воду безкоштовно, а також очікували, що праця буде безкоштовною. Після того, як Долорес Уерта побачила, в яких умовах живуть ці люди, вона приєдналася до організації. Вона розтлумачила, що для того, щоб до цих людей ставилися справедливо, мають бути прийняті закони, тому вона багато працювала і чинила постійний тиск для їх прийняття. За допомогою організації вона допомогла відстоювати права працівників на сільськогосподарських полях, щоб забезпечити їм хорошу оплату праці та працю в кращих умовах.
У 1965 році Уерта спрямувала національний бойкот UFW під час страйку винограду в Делано, перенісши важке становище працівників ферми до споживачів. Вона очолювала організацію бойкотів, які виступають за захист прав споживачів. Бойкот призвів до того, що вся каліфорнійська галузь столового винограду у 1970 році підписала трирічну колективну угоду з Об'єднаними сільськогосподарськими робітниками.
Окрім організації, Долорес Уерта брала активну участь у лобіюванні законів, що покращують життя працівників фермерських господарств. Закони, які вона підтримувала, включали:
- Закон 1960 р. Про надання дозволу іспаномовним людям складати іспит на водіння в Каліфорнії з іспанської мови
- Закон 1962 р., що скасовує програму Брацеро
- Закон 1963 р. Про поширення федеральної програми «Допомога сім'ям на утриманні дітей» (AFDC) на працівників сільського господарства в Каліфорнії
- Закон Каліфорнії 1975 року про сільськогосподарські трудові відносини

Як адвокатка прав фермерів, Уерта була заарештована 22 рази за участь у ненасильницьких заходах громадянської непокори та страйках. Вона продовжує брати участь у прогресивних справах і є членкинею правління «People for the American Way», Федерації споживачів Каліфорнії та Фонду феміністичної більшості.
5 червня 1968 року Долорес Уерта стояла поруч із Робертом Ф. Кеннеді на майданчику спікера в готелі «Амбассадор» у Лос-Анджелесі, коли він виголошував перемогу своїм політичним прихильникам незабаром після перемоги на первинних президентських виборах в Каліфорнії. Лише мить після того, як кандидат закінчив свою промову, Кеннеді та ще п'ятеро людей були поранені внаслідок стрілянини всередині кухонної комори готелю.
У вересні 1988 року перед готелем «Сент-Франциск» на Юніон-сквер Долорес Уерта жорстоко побив офіцер поліції Сан-Франциско Френк Ахім під час мирного і законного протесту проти політики / платформи тодішнього кандидата в президенти Джорджа Буша. Побиття естафетою призвело до значних внутрішніх пошкоджень тулуба, внаслідок чого було зламано кілька ребер та вимагало видалення селезінки під час екстреної операції. Побиття було зафіксоване на відеокасеті та широко транслювалося в місцевих телевізійних новинах. Пізніше Уерта виграла велике рішення проти СФПД та міста Сан-Франциско за напад, доходи від якого вона використала на користь працівників ферм. В результаті цього нападу та позову на СФПД тиснули, щоб він змінив політику контролю натовпу та процес дисциплінарних втручать.
Після тривалого відновлення Уерта взяла відпустку від профспілки, щоб зосередитись на правах жінок. Два роки вона подорожувала країною від імені Фонду феміністської більшості: 50/50 до кампанії 2000 року, яка заохочує латиноамериканок балотуватися. Результатом кампанії стало значне збільшення кількості представниць, обраних на місцевому, штатному та федеральному рівнях. Вона також виконувала обов'язки національної голови партії 21 століття, заснованої в 1992 році на принципах, що жінки складають 52 % кандидатів від партії, і що офіцери повинні відображати етнічне різноманіття нації.

## Феміністична діяльність
Долорес Уерта відстоювала права жінок в феміністських кампаніях у вільний від профспілкової роботи час. У своїх кампаніях вона також боролася за етнічне розмаїття.
Долорес Уерта і Глорія Стайн відстоювали інтерсекційність в активізмі. У 1960-х, коли Уерта поїхала в Нью-Йорк для бойкоту каліфорнійського столового винограду, вона була зосереджена на залученні жінок до боротьби: «Мої думки були зосереджені на тому, щоб ті жінки на цих з'їздах підтримали сільськогосподарських робітників». На з'їзді Глорія Стейн висловила підтримку справі Уерта, що спонукало Уерта підтримати феміністський рух. Свідомо включивши фемінізм у свою боротьбу за права робітників, Уерта справила більший вплив на ставлення до робітниць. Крім того, Стейн розширила феміністський рух, включивши в нього проблеми, пов'язані з расою.
Долорес, документальний фільм про Долорес Уерта, багато оповідає про її феміністський підхід до активізму. Вона визначає феміністку як людину, «яка підтримує репродуктивні права жінки, підтримує право жінки на аборт, підтримує права ЛГБТ, підтримує робітників і профспілки, піклується про довкілля, про цивільні права і рівність та справедливість з точки зору нашої економічної системи". У фільмі Уерта пояснює, чому багато людей думають, що «фемінізм призначений для білих жінок», і це пов'язано з тим, що жінки з середнього класу зорганізували його, проте її позиція показує, що жінки кольору можуть бути у виграші. Дивлячись у майбутнє активізму, Уерта вважає, що освіта - це правильний шлях: «Ми повинні враховувати внесок кольорових людей в наші школи сьогодні, починаючи з дошкільної освіти». Це єдиний спосіб позбутися невігластва в світі.
У 2014 році Долорес Уерта організувала людей в Колорадо, щоб проголосувати проти поправки 67, яка обмежує доступ жінок до контрацепції, послуг з планування сім'ї та абортів. Поправка 67 розширила визначення «людини» і «дитини» на запліднену яйцеклітину. Багато хто називають цю поправку «спусковим механізмом», маючи на увазі, що якщо б Ро проти Вейда було скасовано, закон «спрацював би», автоматично заборонивши всі аборти, навіть у випадку зґвалтування, інцесту або порятунку життя чи здоров'я жінки. Поправка 67 не тільки обмежить весь доступ до контрацепції і абортів, але й піддасть кримінальному розслідуванню будь-яку жінку, вагітність якої не привела до народження живої дитини, в тому числі жінок, у яких стався викидень. Долорес Уерта три десятиліття виступала за більш безпечні умови праці в UFW. Ключовою частиною її платформи було скорочення шкідливих пестицидів. Оскільки її рух став більш феміністським за своєю природою, це стало важливішим, оскільки пестициди викликають такі ускладнення вагітності, як зниження запліднення, викидні, мертвонародження і аномалії розвитку.
Уерта була почесною співголовою Маршу жінок у Вашингтоні 21 січня 2017 року, на наступний день після інавгурації Дональда Трампа на посаді президента.

## Фонд Долорес Уерта
Фонд Долорес Уерта заснувала в 2002 році. Це громадська благодійна організація, яка організовує на низовому рівні, залучаючи і розвиваючи природних лідерів. DHF створює можливості для лідерства в організації спільноти, розвиток лідерських якостей, громадську участь і просування політики в таких пріоритетних напрямках: здоров'я та довкілля, освіта і розвиток молоді, а також економічний розвиток.
Фонд вперше був заснований, коли Уерта отримала приз Puffin / Nation Prize у розмірі 100 000 доларів США за креативне громадянство, яке потім використовувала для створення DHF. Її молодша дочка, Каміла Чавес, є виконавчою директором фонду та «в даний час очолює штат, що складається з понад 20 співробітників з організаційних, комунікаційних і адміністративних питань, а також стажистів, які проводять програми». Основна мета фонду - об'єднати такі рухи, як «права жінок, права ЛГБТ, права іммігрантів, трудові права і цивільні права». Вони вважають, що всі ці проблеми є універсальними проблемами прав людини, і тому за допомогою взаємодії, програм і волонтерів намагаються підвищити обізнаність про такі проблеми і спонукати інших бути активістами.
DHF має кілька програм - від громадянської активності до молодіжної програми до освіти і рівності. В рамках програм вони забезпечують «організаційне навчання та ресурси для сільських громад з низькими доходами». Програма громадянської активності зосереджена на праві голосу людей. Вони протестували з петиціями і підписами, щоб переглянути лазівки щодо податку на майно в Пропозиції 13. Ще однією недавньої частиною їхніх кампаній було заохочення виборців голосувати 5 червня на первинних виборах в Каліфорнії, і вони «були обізнані про важливі федеральні питання, такі як закон про скорочення податків і зайнятості від 2017 року і бюджет Білого дому». Подібні проєкти були дуже успішними, вони змогли отримати 31 858 непідтверджених контактів, щоб допомогти в подібних кампаніях.
На шляху до цього фонду було кілька «перемог». Наприклад, реєстрація понад 1000 молодих виборців-іммігрантів в округах Керн і Туларе. Вони також «забезпечили мільйони доларів для місцевої інфраструктури, такої як нові каналізаційні мережі, вуличні ліхтарі, тротуари і водостоки в Ламонт і Уідпатче з 2007 по 2015 рік».
Освіта є одним з найважливіших пріоритетів для організації і вона мала історичну перемогу в 2017 році, коли шкільний округ Керн «погодився врегулювати позов, поданий від імені латиноамериканських і чорношкірих учнів, за непропорційно відсторонення від занять кольорових учнів через неявну упередженість». В даний час в окрузі діють позитивні практики учнівства, і всі співробітники проходять навчання. DHF кілька разів з'являвся в новинах з моменту його заснування. Тижневик Сан-Франциско опублікував нарис про фонд під назвою «Школа SF, названа на честь Долорес Уерта, збирає кошти, щоб зробити ще більше». Далі докладно розповідається, що батьки створили сторінку GoFundMe в честь Уерти з фрескою. Директор початкової школи Луїс Родрігес продовжує: «Наша школа - це місце, де ми хочемо навчити учнів силі голосу, силі присутності, силі буття, силі відстоювати гідність і боротися за справедливість, втілення життєвих уроків і активності когось на кшталт Долорес Уерта».

## Нагороди та відзнаки
Долорес Уерта в даний час має близько 15 почесних докторських ступенів.
- 17 листопада 2015 року Уерта була удостоєна вищої нагороди, яку іноземний громадянин може отримати в Мексиці за роки служби, допомагаючи мексиканському спільноті в США в боротьбі за рівну оплату праці, гідність на робочому місці і справедливу практику найму на фермах Північної Каліфорнії, таких як Стоктон, Салінас і Делано.
- Отримала президентську медаль свободи від президента Барака Обами 29 травня 2012 року.
- Долорес Уерта входила до ради директорів Equality California.
- У 1997 році культовий феміністський журнал Ms. назвав Уерта однією з трьох найважливіших жінок року.
- Вона була інаугураторкою Премії Елеонори Рузвельт за права людини від президента Білла Клінтона в 1998 році.
- У тому ж році Ladies 'Home Journal визнав її однією з «100 найважливіших жінок ХХ століття» разом з такими лідерками, як Мати Тереза, Маргарет Тетчер, Роза Паркс і Індіра Ганді.
- Виступала на мітингу в Санта-Барбарі, Каліфорнія, 24 вересня 2006 року.
- У 2002 нагороджена премією Puffin / Nation за креативну громадянськість.
- 29 травня 2002 отримала почесний ступінь доктора гуманітарних наук в Каліфорнійському державному університеті в Нортриджі.
- 30 вересня 2005 стала почесною сестрою Жіночого клубу Delta Chi (відділення Alpha Alpha - Державний університет Вічіта).
- У травні 2006 року отримала почесний ступінь Принстонського університету в знак визнання її численних досягнень: «Завдяки ненаситній жадобі справедливості - La Causa - і її невтомному захисту, вона присвятила своє життя творчості, співчуттю і досконалому громадянству".
- Лауреатка (разом з Вирджиліо Елізондо) Міжнародної премії миру Товариства Христа 2007 року.
- 18 травня 2007 року оголосила про свою підтримку Гілларі Клінтон на посаді президента, а на Національному з'їзді Демократичної партії 2008 року Уерта офіційно висунула кандидатуру Клінтон.
- Також в 2008 Уерта отримала премію «Меггі», найвищу нагороду Федерації планування сім'ї, названу в честь засновниці Маргарет Сенджер.
- У 2008 відзначена Центрами Об'єднаного сусідства Америки вищою нагородою за видатне лідерство Джейн Аддамс на саміті з національної політики в Вашингтоні, округ Колумбія.
- Нагороджена медаллю UCLA, вищою нагородою UCLA, під час Коледжу UCLA. Церемонія вручення дипломів "Листи і наука" 12 червня 2009 р.
- У жовтні 2010 нагороджена почесним ступенем Міллс-коледжу, який назвав її «довічною борчинею за соціальну справедливість, чиє відважне керівництво отримало безпрецедентну національну підтримку з боку сільськогосподарських робітників, жінок і малозабезпечених спільнот в знакових пошуках прав людини і громадянина».
- У тому ж місяці  удостоєна звання почесної докторки Тихоокеанського університету, який представив її офіційний портрет для проєкту «Архітектори світу» художника Майкла Коллопі.
- Удостоєна звання почесної докторки гуманітарних наук коледжем Маунт-Голіок, де виступила з промовою на церемонії вручення дипломів 21 травня 2017 року.
- У жовтні 2017 Університет штату Каліфорнія в Лос-Анджелесі нагородив Уерта вищою нагородою, Президентським медальйоном.
- Чотири початкові школи в Каліфорнії і одна в Талсі, Оклахома; одна школа в Форт-Уерт, штат Техас; і середня школа в Пуебло, штат Колорадо, названі на честь Долорес Уерта.
- У Пітцер-коледжі в Клермонті, Каліфорнія, є фреска перед Голден-холом, присвячена їй.
- У 2014 році на її честь була названа середня школа в великому місті Салінас, штат Каліфорнія, де багато сільськогосподарських робітників.
- Вона була спікеркою на першому і десятому скликаннях Сезара Чавеса.
- У 2013 році Уерта отримала щорічну премію Jefferson Awards за кращу державну службу в інтересах незаможних.
- Уерта виступила з програмною промовою на випускній церемонії вручення дипломів юридичного факультету в Берклі 2018 року.
- Вона є почесною головою Ради демократичних соціалістів Америки.
- У липні 2018 року губернатор Каліфорнії Джеррі Браун підписав закон AB 2455, оголосивши 10 квітня кожного року Днем Долорес Уерта.
- У березні 2019 року губернатор Вашингтона Джей Інслі підписав міру, в якій 10 квітня щорічно відзначається Днем Долорес Уерта.
- Перетин 1 Східної і Чикаго вулиць в Лос-Анджелесі названий Площею Долорес Уерта.
- У Форт-Уерт, штат Техас, частина шосе 183 названа на її честь.
- На її честь названий астероїд 6849 Долоресуерта, виявлений американськими астрономками Елеонор Гелін і Шелта Бус в Паломарській обсерваторії в 1979 році. Офіційне посилання на назву опубліковано Центром малих планет 27 серпня 2019 (MPC 115893).
- Уерта отримала премію Ripple of Hope від Центру правосуддя і прав людини Роберта Ф. Кеннеді в 2020 році.

## В культурі
- Доглорес Уерта — героїня фільму Сільвії Моралес «Журиться любов» (2009), продовження «Чіка» (1979).
- Її грає акторка / активістка Розаріо Довсон в «Сезарі Чавеса» Дієго Місяця (2014 року).
- Вона — головна героїня документального фільму 2017 року під назвою Долорес.
- Середня школа в Лас-Крусес, штат Нью-Мексико, названа в честь неї: Академія Долорес Уерта. Школа спеціалізується на двомовності, латинських танцях і народній музиці.